# Jake Cooper-Woolley
Pas d'image ? Cliquez ici

a Compétitions nationales et continentales officielles uniquement.

Dernière mise à jour le 3 juillet 2024.
Jake Cooper-Woolley, né le 18 novembre 1989 à Redhill, est un joueur anglais de rugby à XV évoluant au poste de pilier.

## Carrière
Jake Cooper-Woolley joue au rugby avec l'équipe universitaire de Cardiff. 
En 2010, il s'engage avec les Cardiff Blues mais il rejoint en prêt pour deux saisons l'équipe des Bedwas RFC avec qui il dispute 25 matches et inscrit un essai. En 2013, il joue pour Cardiff RFC avec qui il dispute 5 matches et marque 2 essais.
En 2013, il s'engage avec les Wasps avec qui il va évoluer jusqu'en 2019 et disputer 130 matches et inscrire 9 essais. En 2017, il dispute la finale du championnat d'Angleterre avec son club mais perd face au Exeter Chiefs (20 à 23).
En 2019, il s'engage avec les Sale Sharks.

## Palmarès
2017 : Finaliste du championnat d'Angleterre avec les Wasps.